# Semič
Semič (en allemand : Semitsch) est une commune située dans la région historique du Basse-Carniole en Slovénie.

## Géographie

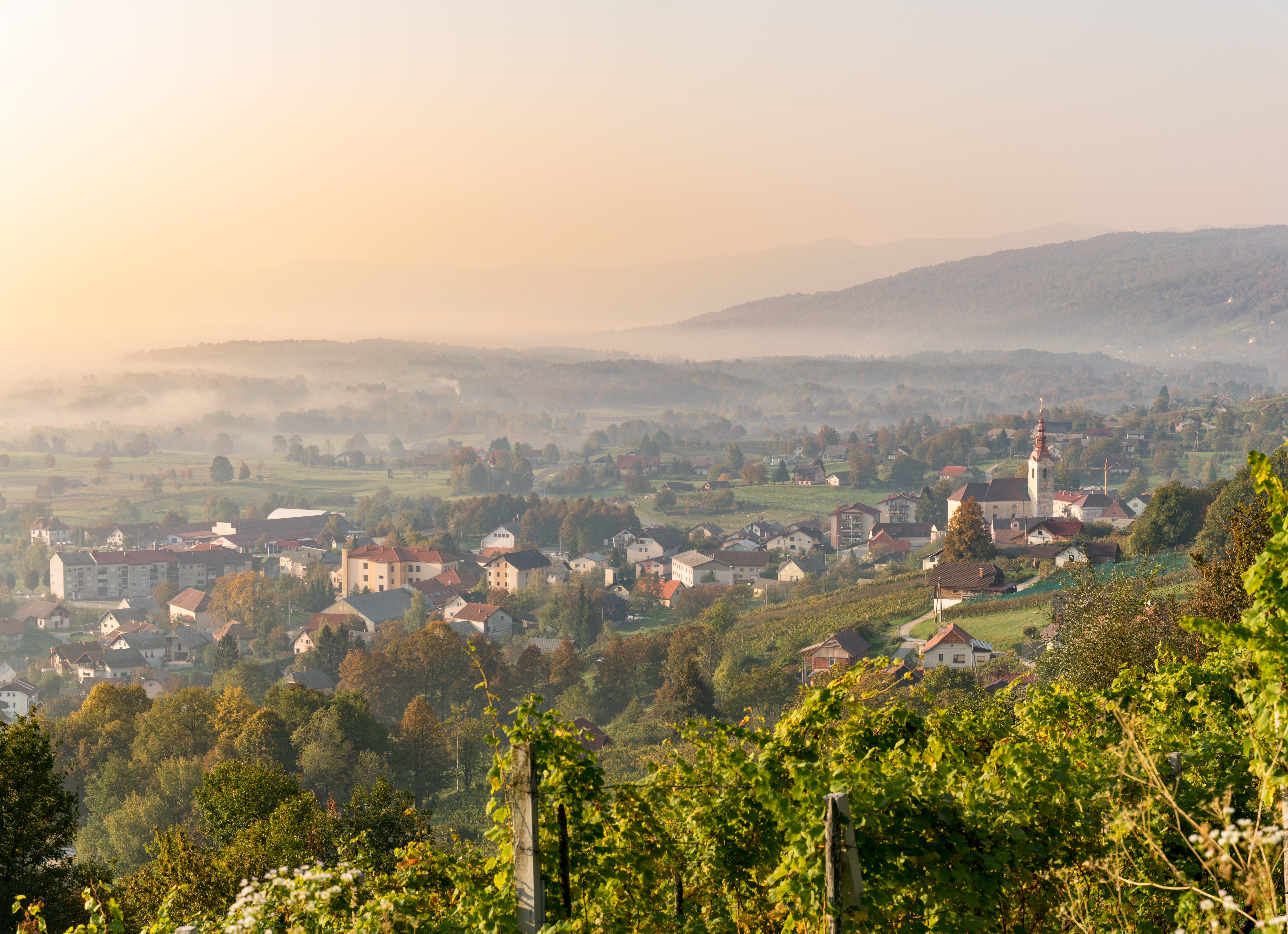
Vue sur le village.

La commune est localisée dans le sud de la Slovénie, faisant partie de la région historique du Basse-Carniole, et plus particulièrement en Carniole-Blanche. Semič est située dans les collines du Gorjanci, dans la partie septentrionale des Alpes dinariques, à proximité de la ville de Novo Mesto. 
La région karstique est traditionnellement liée à la viticulture. L'économie locale profite également du site d'Iskra, entreprise spécialisée dans les matériels électriques et électroniques.

### Villages
Les localités qui composent la commune sont Blatnik pri Črmošnjicah, Brezje pri Rožnem Dolu, Brezje pri Vinjem Vrhu, Brezova Reber, Brezovica pri Črmošnjicah, Brstovec, Cerovec pri Črešnjevcu, Coklovca, Črešnjevec pri Semiču, Črmošnjice, Gornje Laze, Gradnik, Hrib pri Cerovcu, Hrib pri Rožnem Dolu, Kal, Komarna vas, Kot pri Semiču, Krupa, Krvavčji Vrh, Lipovec, Maline pri Štrekljevcu, Moverna vas, Nestoplja vas, Omota, Oskoršnica, Osojnik, Planina, Podreber, Potoki, Praproče, Praprot, Preloge, Pribišje, Pugled, Rožni Dol, Sela pri Vrčicah, Semič, Sodji Vrh, Sredgora, Srednja vas, Starihov Vrh, Stranska vas pri Semiču, Trebnji Vrh, Vinji Vrh pri Semiču, Vrčice et Štrekljevec.

## Histoire
Le village est mentionné pour la première fois au début du XIIe siècle, lorsque la marche de Carniole était sous la domination de Henri IV d'Andechs (Henrik Adeški), fils du duc Berthold IV de Mèranie. L'église paroissiale de Saint-Étienne fut évoquée en 1228.
Jusqu'à la fin de la monarchie danubienne en 1918, la commune faisait partie du district de Tschernembl (Črnomelj) au sein du duché de Carniole.

## Démographie
Entre 1999 et 2021, la population de la commune est restée stable avec une population légèrement inférieure à 4 000 habitants,.
Évolution démographique
| 1999  | 2000  | 2001  | 2002  | 2003  | 2004  | 2005  | 2006  | 2007  |
| ----- | ----- | ----- | ----- | ----- | ----- | ----- | ----- | ----- |
| 3 848 | 3 852 | 3 839 | 3 829 | 3 841 | 3 827 | 3 827 | 3 865 | 3 893 |
| 2008  | 2009  | 2010  | 2011  | 2012  | 2013  | 2014  | 2015  | 2016  |
| 3 901 | 3 789 | 3 782 | 3 862 | 3 875 | 3 832 | 3 806 | 3 799 | 3 780 |
| 2017  | 2018  | 2019  | 2020  | 2021  |       |       |       |       |
| 3 798 | 3 767 | 3 824 | 3 864 | 3 887 |       |       |       |       |